# 维克托 (艾奥瓦州)
維克托（英語：Victor）是一個位於美國愛荷華州愛荷華縣和保厄希克縣的城市。

## 地理
維克托的座標為41°43′49″N 92°17′50″W / 41.73028°N 92.29722°W，而該地的平均海拔高度為247米（即810英尺）。

## 人口
根據2010年美國人口普查的數據，維克托的面積為1.27平方千米，當中陸地面積為1.27平方千米，而水域面積為0.00平方千米。當地共有人口893人，而人口密度為每平方千米703人。